# 技巧遊戲

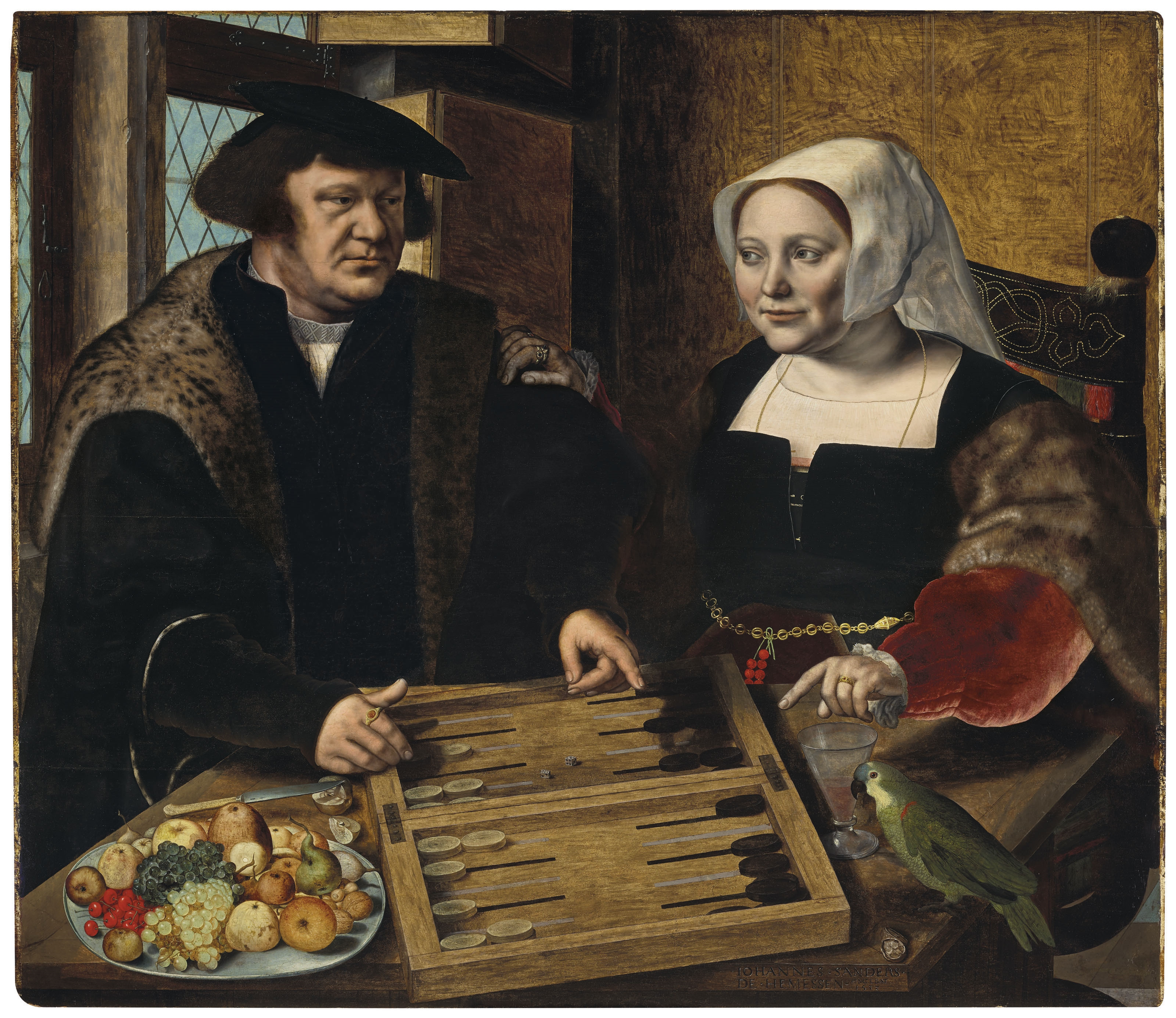
雙陸棋就是一种技巧遊戲。

技巧游戏是一种主要由智力或技能而非运气决定結果的游戏。 而結果主要受到某些随机性道具（例如骰子、陀螺）影響的遊戲則是博弈遊戲。雖然技巧遊戲可也有運氣成分，但技巧仍然對結果起著決定性作用。